# Danh sách tiểu hành tinh: 10301–10400
| Tên                 | Tên đầu tiên | Ngày phát hiện       | Nơi phát hiện           | Người phát hiện                                  |
| ------------------- | ------------ | -------------------- | ----------------------- | ------------------------------------------------ |
| 10301 Kataoka       | 1989 FH      | 30 tháng 3 năm 1989  | Kitami                  | K. Endate, K. Watanabe                           |
| 10302               | 1989 ML      | 29 tháng 6 năm 1989  | Palomar                 | E. F. Helin, J. Alu                              |
| 10303 Fréret        | 1989 RD2     | 2 tháng 9 năm 1989   | Haute Provence          | E. W. Elst                                       |
| 10304 Iwaki         | 1989 SY      | 30 tháng 9 năm 1989  | Kitami                  | K. Endate, K. Watanabe                           |
| 10305 Grignard      | 1989 YP5     | 29 tháng 12 năm 1989 | Haute Provence          | E. W. Elst                                       |
| 10306 Pagnol        | 1990 QY      | 21 tháng 8 năm 1990  | Haute Provence          | E. W. Elst                                       |
| 10307 -             | 1990 QX1     | 22 tháng 8 năm 1990  | Palomar                 | H. E. Holt                                       |
| 10308 -             | 1990 QC3     | 28 tháng 8 năm 1990  | Palomar                 | H. E. Holt                                       |
| 10309 -             | 1990 QC6     | 23 tháng 8 năm 1990  | Palomar                 | H. E. Holt                                       |
| 10310 Delacroix     | 1990 QZ8     | 16 tháng 8 năm 1990  | La Silla                | E. W. Elst                                       |
| 10311 Fantin-Latour | 1990 QL9     | 16 tháng 8 năm 1990  | La Silla                | E. W. Elst                                       |
| 10312 -             | 1990 QT9     | 23 tháng 8 năm 1990  | Palomar                 | H. E. Holt                                       |
| 10313 Vanessa-Mae   | 1990 QW17    | 26 tháng 8 năm 1990  | Nauchnij                | L. V. Zhuravleva                                 |
| 10314 -             | 1990 RF      | 14 tháng 9 năm 1990  | Palomar                 | H. E. Holt                                       |
| 10315 Brewster      | 1990 SC4     | 23 tháng 9 năm 1990  | Palomar                 | E. F. Helin                                      |
| 10316 Williamturner | 1990 SF9     | 22 tháng 9 năm 1990  | La Silla                | E. W. Elst                                       |
| 10317 -             | 1990 SA15    | 17 tháng 9 năm 1990  | Palomar                 | H. E. Holt                                       |
| 10318 Sumaura       | 1990 TX      | 15 tháng 10 năm 1990 | Minami-Oda              | T. Nomura, K. Kawanishi                          |
| 10319 Toshiharu     | 1990 TB1     | 11 tháng 10 năm 1990 | Kitami                  | A. Takahashi, K. Watanabe                        |
| 10320 Reiland       | 1990 TR1     | 14 tháng 10 năm 1990 | Palomar                 | E. F. Helin                                      |
| 10321 Rampo         | 1990 UN2     | 16 tháng 10 năm 1990 | Geisei                  | T. Seki                                          |
| 10322 Mayuminarita  | 1990 VT1     | 11 tháng 11 năm 1990 | Kitami                  | K. Endate, K. Watanabe                           |
| 10323 Frazer        | 1990 VW6     | 14 tháng 11 năm 1990 | La Silla                | E. W. Elst                                       |
| 10324 Vladimirov    | 1990 VB14    | 14 tháng 11 năm 1990 | Nauchnij                | L. G. Karachkina                                 |
| 10325 Bexa          | 1990 WB2     | 18 tháng 11 năm 1990 | La Silla                | E. W. Elst                                       |
| 10326 Kuragano      | 1990 WS2     | 21 tháng 11 năm 1990 | Kitami                  | K. Endate, K. Watanabe                           |
| 10327 Batens        | 1990 WQ6     | 21 tháng 11 năm 1990 | La Silla                | E. W. Elst                                       |
| 10328 -             | 1991 GC1     | 10 tháng 4 năm 1991  | Palomar                 | E. F. Helin                                      |
| 10329 -             | 1991 GJ1     | 11 tháng 4 năm 1991  | Kushiro                 | S. Ueda, H. Kaneda                               |
| 10330 Durkheim      | 1991 GH3     | 8 tháng 4 năm 1991   | La Silla                | E. W. Elst                                       |
| 10331 Peterbluhm    | 1991 GM10    | 9 tháng 4 năm 1991   | Đài quan sát Tautenburg | F. Börngen                                       |
| 10332 Défi          | 1991 JT1     | 13 tháng 5 năm 1991  | Palomar                 | C. S. Shoemaker, D. H. Levy                      |
| 10333 -             | 1991 NZ6     | 12 tháng 7 năm 1991  | La Silla                | H. Debehogne                                     |
| 10334 Gibbon        | 1991 PG5     | 3 tháng 8 năm 1991   | La Silla                | E. W. Elst                                       |
| 10335 -             | 1991 PG9     | 15 tháng 8 năm 1991  | Palomar                 | E. F. Helin                                      |
| 10336 -             | 1991 PJ12    | 7 tháng 8 năm 1991   | Palomar                 | H. E. Holt                                       |
| 10337 -             | 1991 RO1     | 10 tháng 9 năm 1991  | Dynic                   | A. Sugie                                         |
| 10338 -             | 1991 RB11    | 10 tháng 9 năm 1991  | Palomar                 | H. E. Holt                                       |
| 10339 -             | 1991 RK17    | 11 tháng 9 năm 1991  | Palomar                 | H. E. Holt                                       |
| 10340 Jostjahn      | 1991 RT40    | 10 tháng 9 năm 1991  | Đài quan sát Tautenburg | F. Börngen                                       |
| 10341 -             | 1991 SC2     | 16 tháng 9 năm 1991  | Palomar                 | H. E. Holt                                       |
| 10342 -             | 1991 TQ      | 1 tháng 10 năm 1991  | Siding Spring           | R. H. McNaught                                   |
| 10343 Church        | 1991 VW8     | 4 tháng 11 năm 1991  | Kitt Peak               | Spacewatch                                       |
| 10344 -             | 1992 CA2     | 12 tháng 2 năm 1992  | Mérida                  | O. A. Naranjo, J. Stock                          |
| 10345 -             | 1992 DC11    | 29 tháng 2 năm 1992  | La Silla                | UESAC                                            |
| 10346 Triathlon     | 1992 GA1     | 2 tháng 4 năm 1992   | Palomar                 | C. S. Shoemaker, D. H. Levy                      |
| 10347 Murom         | 1992 HG4     | 23 tháng 4 năm 1992  | La Silla                | E. W. Elst                                       |
| 10348 Poelchau      | 1992 HL4     | 29 tháng 4 năm 1992  | Đài quan sát Tautenburg | F. Börngen                                       |
| 10349 -             | 1992 LN      | 3 tháng 6 năm 1992   | Palomar                 | G. J. Leonard                                    |
| 10350 Spallanzani   | 1992 OG2     | 26 tháng 7 năm 1992  | La Silla                | E. W. Elst                                       |
| 10351 Seiichisato   | 1992 SE1     | 23 tháng 9 năm 1992  | Kitami                  | K. Endate, K. Watanabe                           |
| 10352 Kawamura      | 1992 UO3     | 16 tháng 10 năm 1992 | Kitami                  | K. Endate, K. Watanabe                           |
| 10353 Momotaro      | 1992 YS2     | 20 tháng 12 năm 1992 | Kiyosato                | S. Otomo                                         |
| 10354 Guillaumebudé | 1993 BU5     | 27 tháng 1 năm 1993  | Caussols                | E. W. Elst                                       |
| 10355 Kojiroharada  | 1993 EQ      | 15 tháng 3 năm 1993  | Kitami                  | K. Endate, K. Watanabe                           |
| 10356 Rudolfsteiner | 1993 RQ4     | 15 tháng 9 năm 1993  | La Silla                | E. W. Elst                                       |
| 10357 -             | 1993 SL3     | 19 tháng 9 năm 1993  | Palomar                 | H. E. Holt                                       |
| 10358 Kirchhoff     | 1993 TH32    | 9 tháng 10 năm 1993  | La Silla                | E. W. Elst                                       |
| 10359 -             | 1993 TU36    | 13 tháng 10 năm 1993 | Palomar                 | H. E. Holt                                       |
| 10360 -             | 1993 VN      | 7 tháng 11 năm 1993  | Kushiro                 | S. Ueda, H. Kaneda                               |
| 10361 Bunsen        | 1994 PR20    | 12 tháng 8 năm 1994  | La Silla                | E. W. Elst                                       |
| 10362 -             | 1994 UC2     | 31 tháng 10 năm 1994 | Kushiro                 | S. Ueda, H. Kaneda                               |
| 10363 -             | 1994 UP11    | 31 tháng 10 năm 1994 | Palomar                 | PCAS                                             |
| 10364 Tainai        | 1994 VR1     | 3 tháng 11 năm 1994  | Oizumi                  | T. Kobayashi                                     |
| 10365 Kurokawa      | 1994 WL1     | 27 tháng 11 năm 1994 | Oizumi                  | T. Kobayashi                                     |
| 10366 Shozosato     | 1994 WD4     | 24 tháng 11 năm 1994 | Kitami                  | K. Endate, K. Watanabe                           |
| 10367 Sayo          | 1994 YL1     | 31 tháng 12 năm 1994 | Oizumi                  | T. Kobayashi                                     |
| 10368 Kozuki        | 1995 CM1     | 7 tháng 2 năm 1995   | Oizumi                  | T. Kobayashi                                     |
| 10369 Sinden        | 1995 CE2     | 8 tháng 2 năm 1995   | Siding Spring           | D. J. Asher                                      |
| 10370 Hylonome      | 1995 DW2     | 27 tháng 2 năm 1995  | Mauna Kea               | D. C. Jewitt, J. X. Luu                          |
| 10371 Gigli         | 1995 DU3     | 27 tháng 2 năm 1995  | San Marcello            | L. Tesi, A. Boattini                             |
| 10372 Moran         | 1995 FO10    | 26 tháng 3 năm 1995  | Kitt Peak               | Spacewatch                                       |
| 10373 MacRobert     | 1996 ER      | 14 tháng 3 năm 1996  | Sudbury                 | D. di Cicco                                      |
| 10374 Etampes       | 1996 GN19    | 15 tháng 4 năm 1996  | La Silla                | E. W. Elst                                       |
| 10375 Michiokuga    | 1996 HM1     | 21 tháng 4 năm 1996  | Kuma Kogen              | A. Nakamura                                      |
| 10376 Chiarini      | 1996 KW      | 16 tháng 5 năm 1996  | Bologna                 | Osservatorio San Vittore                         |
| 10377 -             | 1996 NN4     | 14 tháng 7 năm 1996  | La Silla                | E. W. Elst                                       |
| 10378 Ingmarbergman | 1996 NE5     | 14 tháng 7 năm 1996  | La Silla                | E. W. Elst                                       |
| 10379 Lake Placid   | 1996 OH      | 18 tháng 7 năm 1996  | Rand                    | G. R. Viscome                                    |
| 10380 Berwald       | 1996 PY7     | 8 tháng 8 năm 1996   | La Silla                | E. W. Elst                                       |
| 10381 Malinsmith    | 1996 RB      | 3 tháng 9 năm 1996   | Stakenbridge            | B. G. W. Manning                                 |
| 10382 Hadamard      | 1996 RJ3     | 15 tháng 9 năm 1996  | Prescott                | P. G. Comba                                      |
| 10383 -             | 1996 SR7     | 16 tháng 9 năm 1996  | Church Stretton         | S. P. Laurie                                     |
| 10384 -             | 1996 TQ10    | 9 tháng 10 năm 1996  | Kushiro                 | S. Ueda, H. Kaneda                               |
| 10385 Amaterasu     | 1996 TL12    | 15 tháng 10 năm 1996 | Nachi-Katsuura          | Y. Shimizu, T. Urata                             |
| 10386 Romulus       | 1996 TS15    | 12 tháng 10 năm 1996 | Colleverde              | V. S. Casulli                                    |
| 10387 Bepicolombo   | 1996 UQ      | 18 tháng 10 năm 1996 | Sormano                 | P. Sicoli, F. Manca                              |
| 10388 Zhuguangya    | 1996 YH3     | 25 tháng 12 năm 1996 | Xinglong                | Chương trình tiểu hành tinh Bắc Kinh Schmidt CCD |
| 10389 Robmanning    | 1997 LD      | 1 tháng 6 năm 1997   | Haleakala               | NEAT                                             |
| 10390 Lenka         | 1997 QD1     | 27 tháng 8 năm 1997  | Ondřejov                | P. Pravec, M. Wolf                               |
| 10391 -             | 1997 RR3     | 5 tháng 9 năm 1997   | Nachi-Katsuura          | Y. Shimizu, T. Urata                             |
| 10392 Brace         | 1997 RP7     | 11 tháng 9 năm 1997  | Lime Creek              | R. Linderholm                                    |
| 10393 -             | 1997 RF8     | 4 tháng 9 năm 1997   | Gekko                   | T. Kagawa, T. Urata                              |
| 10394 -             | 1997 SG1     | 22 tháng 9 năm 1997  | Giesing                 | P. Sala                                          |
| 10395 Jirkahorn     | 1997 SZ1     | 23 tháng 9 năm 1997  | Ondřejov                | M. Wolf, P. Pravec                               |
| 10396 -             | 1997 SW33    | 17 tháng 9 năm 1997  | Xinglong                | Chương trình tiểu hành tinh Bắc Kinh Schmidt CCD |
| 10397 -             | 1997 SX33    | 17 tháng 9 năm 1997  | Xinglong                | Beijing Schmidt CCD Asteroid Program             |
| 10398 -             | 1997 UP8     | 23 tháng 10 năm 1997 | Kushiro                 | S. Ueda, H. Kaneda                               |
| 10399 Nishiharima   | 1997 UZ8     | 29 tháng 10 năm 1997 | Oizumi                  | T. Kobayashi                                     |
| 10400 Hakkaisan     | 1997 VX      | 1 tháng 11 năm 1997  | Oizumi                  | T. Kobayashi                                     |